# 麦库尔陨石坑

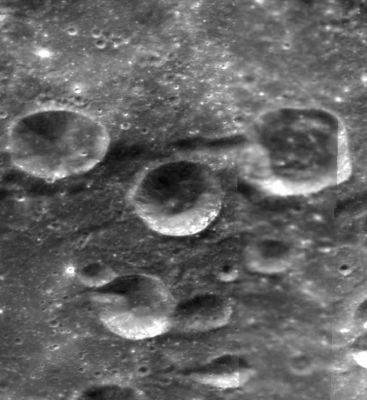
克莱门汀号拍摄的拉蒙陨石坑(左上方)、大卫·布朗陨石坑(中间)、麦库尔陨石坑(右上方)及乔娜陨石坑(左下方)。

麦库尔陨石坑（McCool）是位于月球背面南半部的一座小撞击坑，其名称取自在哥伦比亚号航天飞机失事中罹难的美国宇航员威廉·卡梅伦·麦库尔（1961年-2003年），2006年被国际天文学联合会批准接受。

## 描述
该陨坑位于巨大的阿波罗环形山坑内东南部，西侧靠近拉蒙陨石坑、西北偏西毗邻赫斯本德陨石坑，安德斯陨石坑位于它的东面、西南则坐落了大卫·布朗陨石坑。该陨坑中心月面坐标为41°17′S 146°16′W / 41.28°S 146.26°W，直径20.47公里，深度约1.79公里。
麦库尔陨石坑外观呈多边形状，坑壁已部分磨损，东西二侧边缘轮廓稍为平直，内侧壁较平整。坑壁最大高出周边地形790米，内部容积约254公里3。坑内地表崎岖粗糙，散布有一些小山丘。

## 另请查看
- 月球陨石坑
- 行星体系命名法
- 月面学
- 月岩
- 后期重轰炸期